# جهان‌شمولیت
مفهوم جهان‌شمولیت توسط فیلسوف آلمانی قرن هجدهم ایمانوئل کانت در کتاب بنیاد متافیزیک اخلاق مطرح شد و بخشی از اولین صورت‌بندیِ امر مطلق است که می‌گوید تنها ضوابطِ اخلاقاً قابل‌قبول برای اعمال ما آنهایی هستند که بتوان اراده کرد به قانونِ جهانی تبدیل شوند.